# Cacá (football, 1982)
Pour les articles homonymes, voir Cacá.
Lucas de Deus Santos dit Cacá, né le 9 octobre 1982, est un ancien footballeur brésilien. Il jouait au poste de milieu offensif.

## Biographie

### En club
Cacá est né à Belo Horizonte, il commence sa carrière au club de São Paulo puis de l'Atlético Mineiro. Après un court passage en série B brésilienne avec le Sport Club do Recife il s'envole en Europe pour jouer en 2e division allemande avec le MSV Duisbourg où il ne s'impose pas.
Après un court passage au Brésil, il retente une expérience européenne avec le club danois de l'AaB Ålborg.
Après avoir disputé quelques tours de qualification, Cacá joue son premier match en Ligue des champions le 30 septembre 2009 contre Manchester United en rentrant à la 38e minute à la place de Michael Beauchamp. Le 25 novembre 2008, il marque son premier but en Ligue des champions contre le Celtic Glasgow (2-1).
En juillet 2009, il signe dans le club d'OB Odense pour 4,6M€ ce qui représente un montant très élevé au Danemark.

### En équipe nationale
En 1999, Cacá participe à la Coupe du monde des moins de 17 ans, où il joue six matchs, marque un but et remporte l'épreuve avec le Brésil.

## Anecdote
Il est le frère de Dedê.

## Palmarès
- 1999 : Champion du monde des moins de 17 ans avec le Brésil (6 matchs / 1 but)
- 2008 : Champion du Danemark avec l'AaB Ålborg.